# Цанков, Йосиф
Йосиф Иванов Цанков (болг. Иосиф Цанков; 7 ноября 1911, Русе, Третье Болгарское царство — 21 октября 1971, София, Народная Республика Болгария) — болгарский композитор. Основоположник современной болгарской музыки лёгкого жанра, эстрадной песни и поп-музыки в Болгарии. Спортсмен, тренер по баскетболу.

## Биография
Родился в семье богатого торговца. С детства говорил на французском, немецком и английском языках. С 6 лет играл на фортепиано. В 11-летнем возрасте создал своё первое музыкальное сочинение. В 1924/1925 и 1925/1926 академических годах обучался в американском «Робертовском колледже» в Константинополе. В 1930 году поступил на юридический факультет Софийского университета. Во время учёбы в Константинополе заинтересовался баскетболом, и после переезда в Софию стал одним из основателей баскетбольной команды AS-23. Был соучредителем мужской сборной по баскетболу, играл капитаном и центральным нападающим. Основал женскую сборную по баскетболу и тренировал её. Член Мужской сборной Болгарии по баскетболу. Участник чемпионата Европы 1935 г.
Работал представителем Osram в Болгарии, а также совладельцем и менеджером первого в стране завода по производству грампластинок «Берлинский граммофон», позднее «Немецкий граммофон».
Был главным музыкальным руководителем и композитором театра Odeon. Один из основателей Болгарского национального радио (вначале — «Радио София») в 1936 году. Известный филателист, имел одну из самых богатых коллекций в Болгарии.
Автор более 500 музыкальных сочинений: первых болгарских оперетт, вальсов, танго, фокстротов, румбы и др. Во время бомбардировок Софии в годы Второй мировой войны большинство его произведений было уничтожено.
Автор оперетт: «Проданная любовь» (1937), «Жуана» (1940, «Кооперативный опереточный театр»), «Держись, Жужи!» (1941), «Золотая вдова» (1945).
Скончался во сне от сердечного приступа.

## Награды
- Орден «Стара планина» (посмертно, 22 мая 2002)

## Память
- С 2002 года его именем названа улица в Софии.